# خواجو شهر
خواجو شهر یا ملک‌آباد شهری در بخش گلستان شهرستان سیرجان استان کرمان در ایران است. در دی ۱۳۹۱ با تصویب وزارت کشور، روستای ملک‌آباد به خواجو شهر تغییر داده شد.

## جمعیت
بر پایه سرشماری عمومی نفوس و مسکن در سال ۱۳۹۵ جمعیت این شهر ۲٬۴۷۸ نفر (در ۷۷۷ خانوار) بوده‌است.

## آب و هوا و اقلیم
آب و هوا و اقلیم خواجوشهر در تابستان ها نسبتا گرم و در زمستان ها سرد است.